# Kristianstad
Kristianstad ([krɪ'ɧansta], dänisch veraltet Christiansstad, deutsch veraltet Christianstadt) ist eine Stadt im Nordosten der südschwedischen Provinz Skåne län und der historischen Provinz Schonen. Die Stadt ist Hauptort der gleichnamigen Gemeinde.

## Geschichte
Kristianstad wurde 1614 vom dänischen König Christian IV. gegründet, nachdem schwedische Truppen unter Gustav II. Adolf die alte Stadt Vä in einem Kriegszug niedergebrannt hatten.
Im 17. Jahrhundert hatte es große Bedeutung als dänische Grenzbefestigung gegen Schweden. Als mit dem Frieden von Roskilde 1658 Schonen, Blekinge und Halland an Schweden abgetreten werden mussten, verlor Kristianstad zwar diese strategische Bedeutung, gewann jedoch als Handelsstadt an Einfluss.
Seit 1719 war Kristianstad Hauptstadt der Provinz Kristianstads län, die 1997 mit Malmöhus län zu Skåne län zusammengelegt wurde.

## Sehenswürdigkeiten
Sehenswert sind unter anderem der gut erhaltene historische Stadtkern, dem man noch die ehemalige Bedeutung als Festung ansieht, und die Heliga Trefaldighets kyrka (Heilige-Dreifaltigkeits-Kirche). Diese zwischen 1618 und 1628 nach Plänen des Architekten Hans van Steenwinckel des Jüngeren erbaute Kirche ist eines der bedeutendsten Beispiele für den protestantischen Sakralbau, dessen Prinzipien sie mit ihren hervorragenden Proportionen, dem wohl abgewogenen Spiel zwischen lichten Fensteröffnungen, dekorativen Details und vor allem dem durch die schlanken Granitsäulen ermöglichten Raumerlebnis in besonderer Weise erfüllt. 
Im Tivoliparken der Stadt befinden sich das Theater Kristianstad und das denkmalgeschützte ehemalige Museumsgebäude Fornstugan.
Die Dolmen auf dem Dösabacken (Dolmenhügel) liegen westlich des Nybodalsvägen, einer Verbindungsstraße zwischen den Dörfern Viby und Fjälkinge, östlich von Kristianstad.

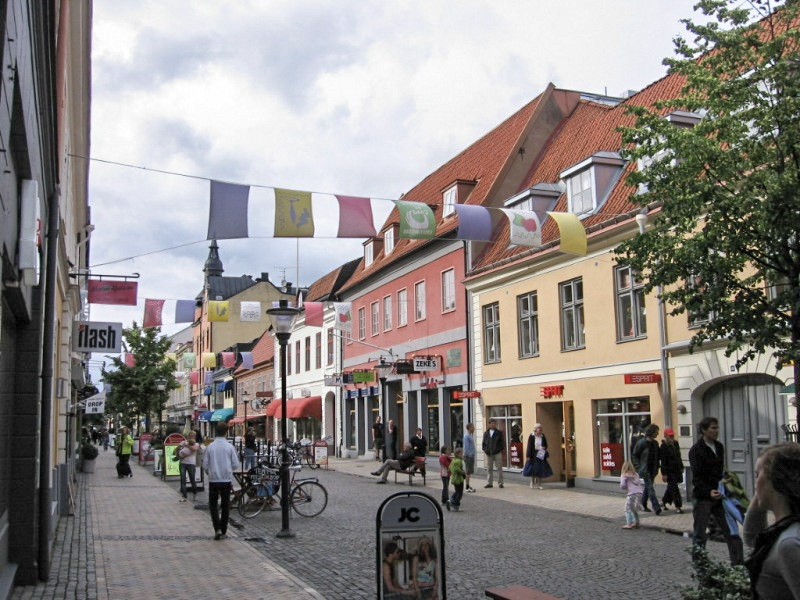
Stadtzentrum von Kristianstad
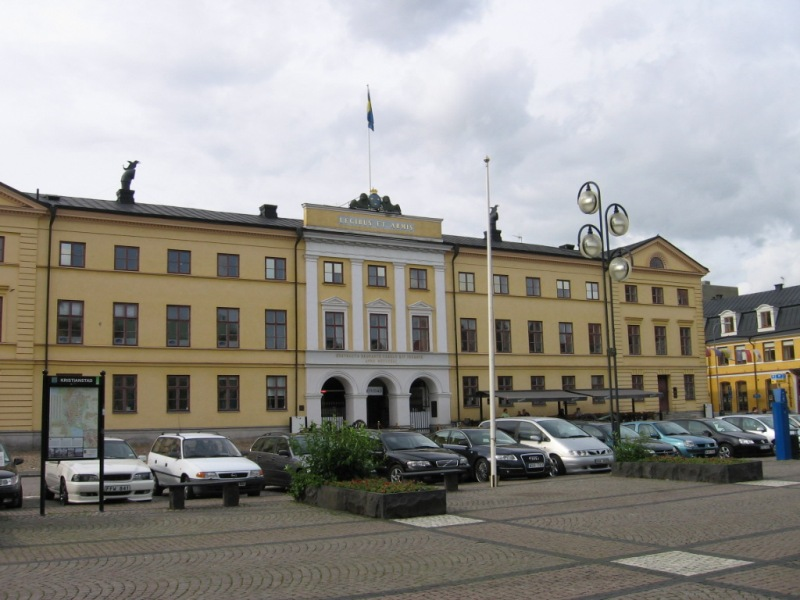
Stora kronohuset
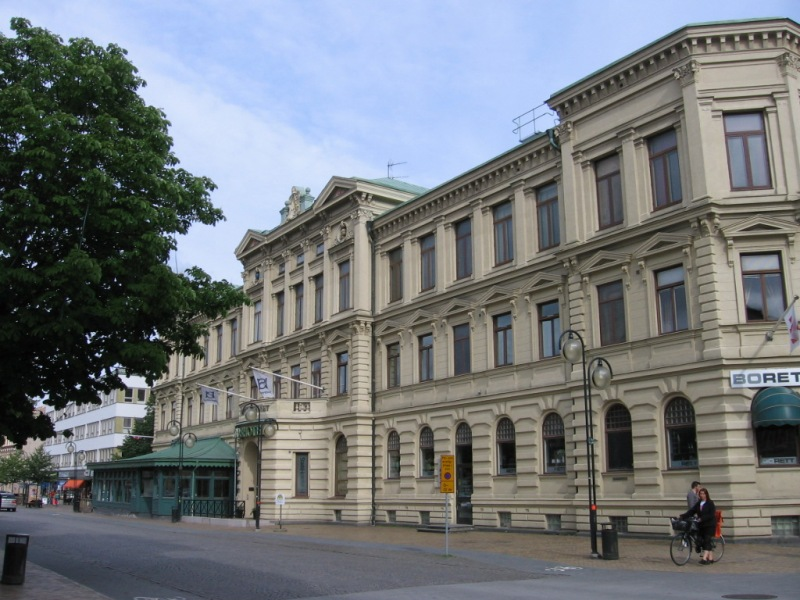
Stadthotel
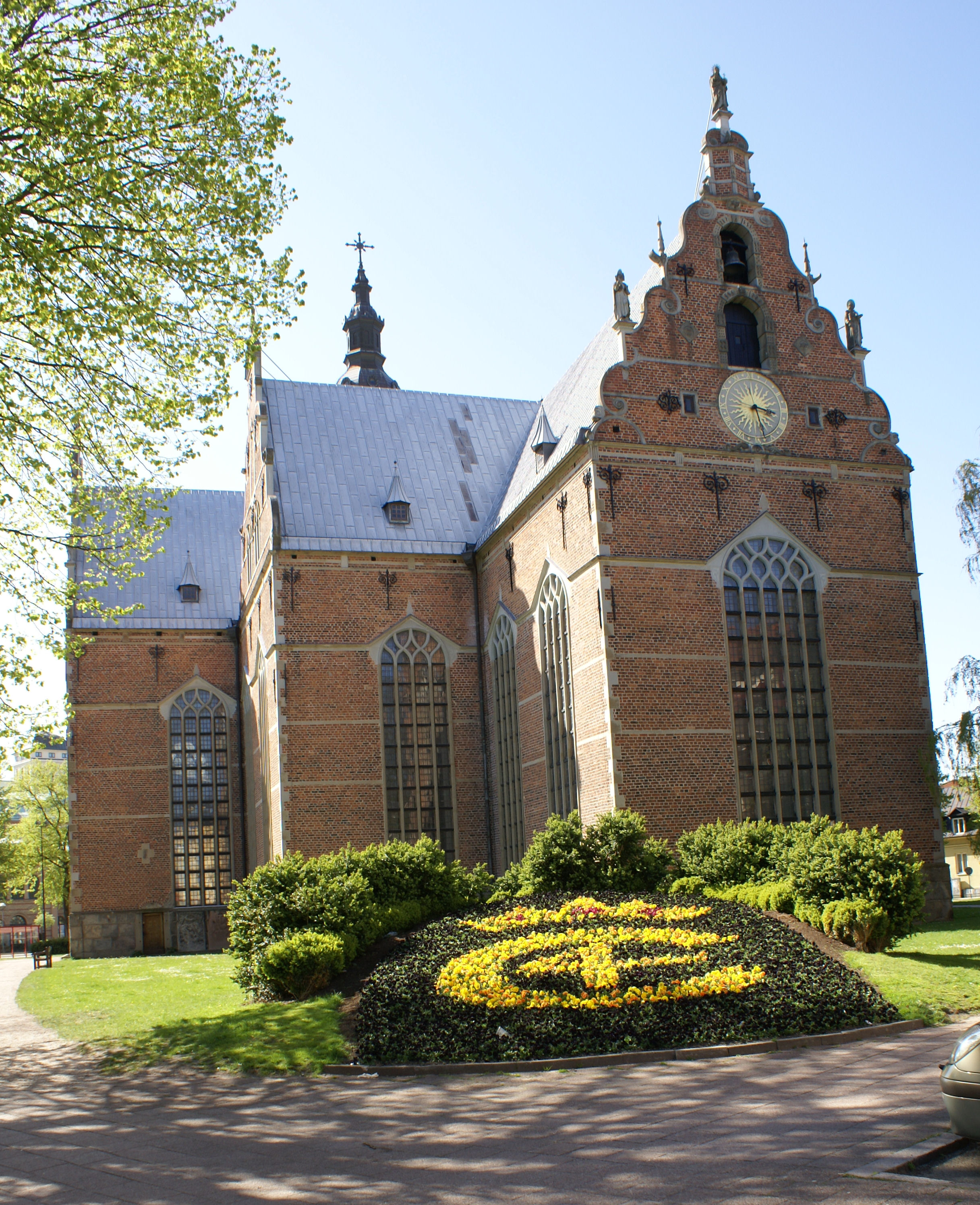
Heilige-Dreifaltigkeits-Kirche
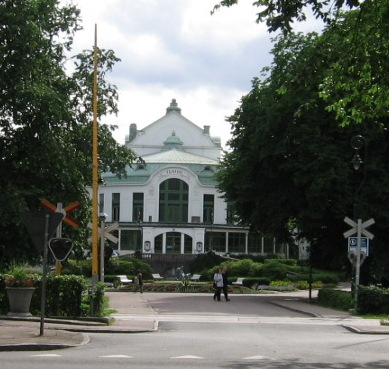
Theater
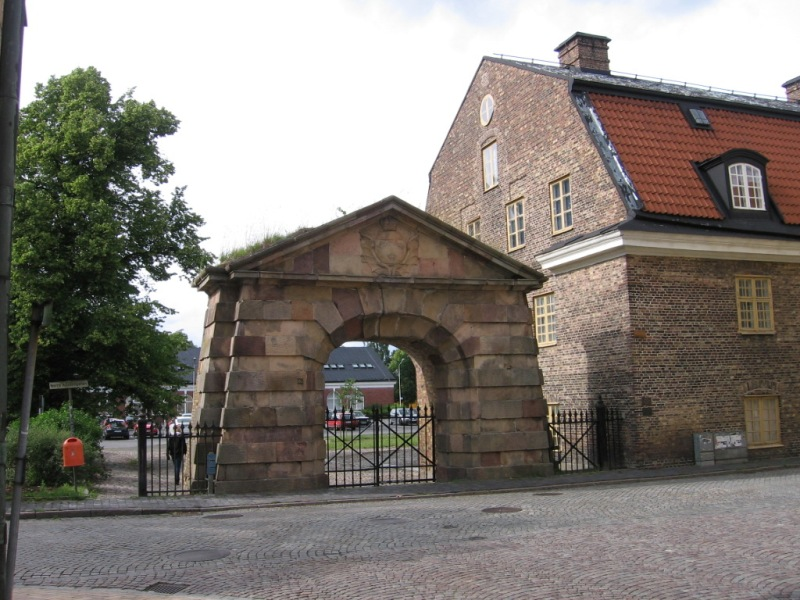
Kristianstad Gamla stadsporten
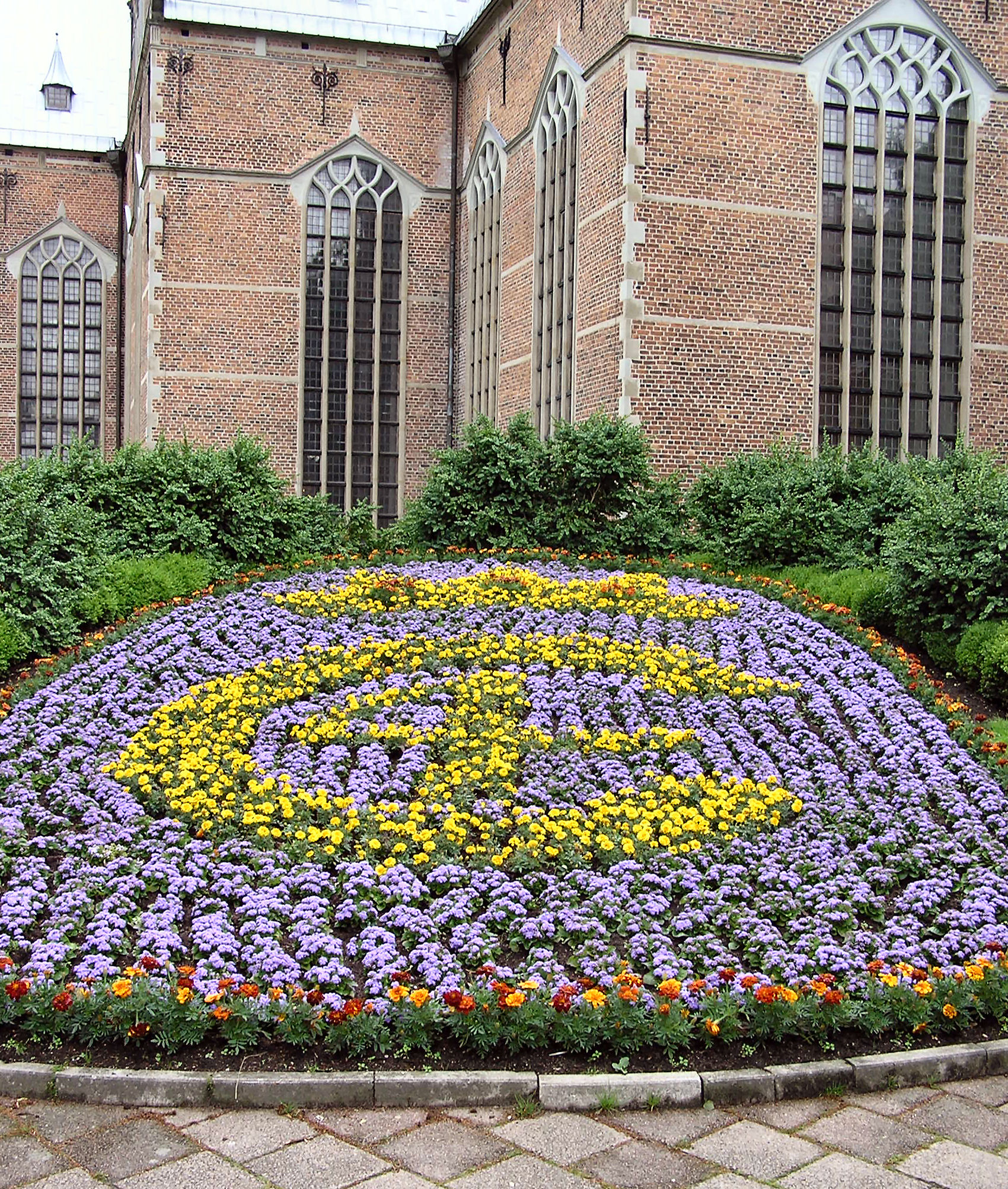
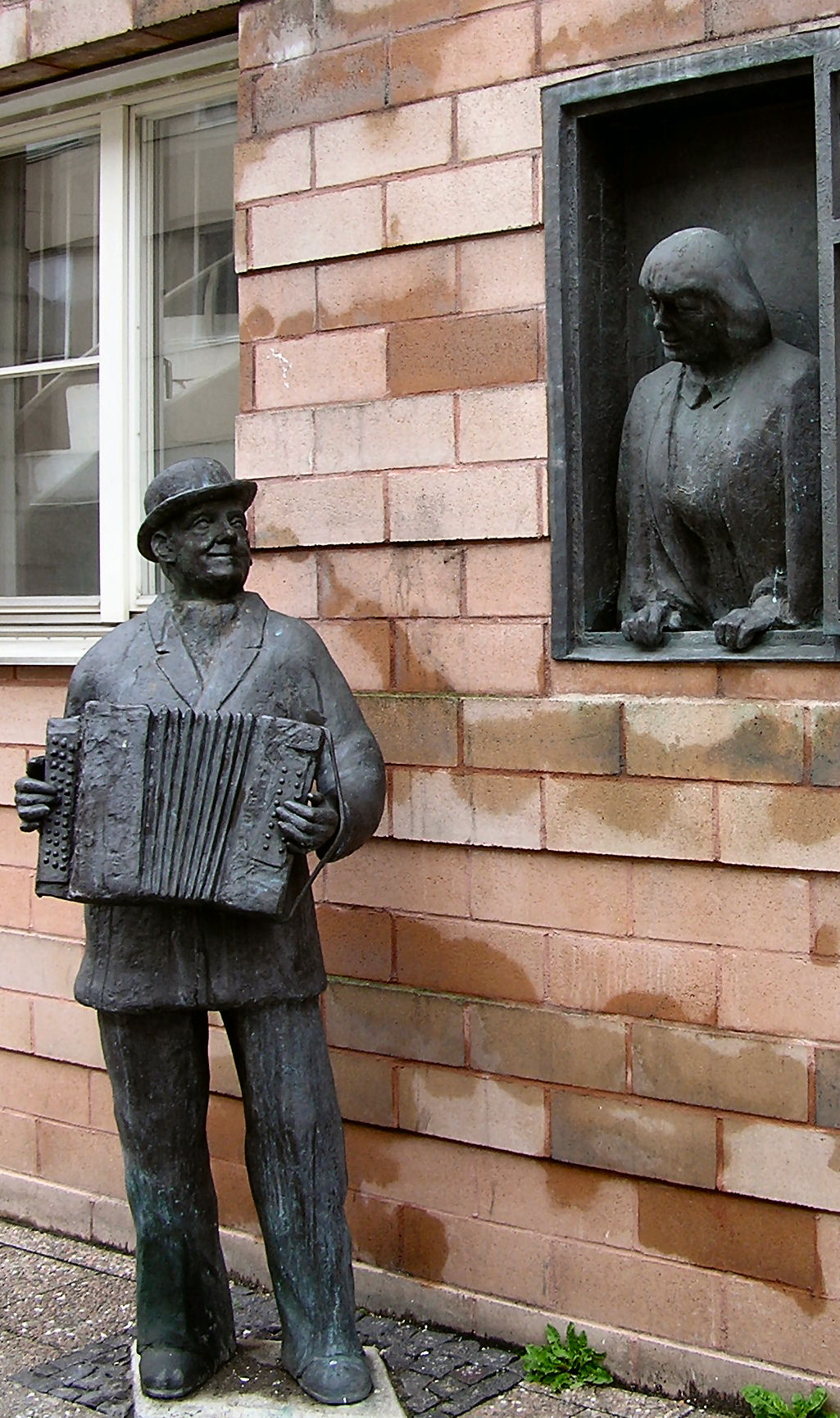

## Städtepartnerschaften
- Rendsburg (Deutschland), seit 1992

## Sport
In Kristianstad war das American-Football-Team Kristianstad C4 Lions beheimatet.
Auf der Rennstrecke Råbelövsbanan im Norden von Kristianstad wurde 1955, 1956 und 1957 der Große Preis von Schweden ausgetragen, der zur damaligen Zeit ein Lauf zur Sportwagen-Weltmeisterschaft war. In den Jahren 1959 und 1961 beheimatete die Strecke den Grand Prix von Schweden im Rahmen der Motorrad-Weltmeisterschaft.
Die Kristianstad Arena war ein Austragungsort der Handball-Weltmeisterschaft der Herren 2011.

## Bekannte Personen
- Anders Jahan Retzius (1742–1821), Naturforscher
- Gustaf Wilhelm Palm (1810–1890), auf Gut Herrlöf geborener Maler
- Augusta Lundin (1840–1919), Modedesignerin, Schneiderin und Modehausbesitzerin
- Freiherr Louis De Geer von Finspång (1854–1935), Politiker, Ministerpräsident
- Emma Lundberg (1869–1953), Künstlerin und Gartengestalterin
- Einar Nilson (1881–1964), Kapellmeister und Komponist
- Ture Person (1892–1956), Sprinter, Silbermedaillen-Gewinner bei Olympia
- Dagny Carlsson (1912–2022), bekannt als die älteste Bloggerin der Welt
- Folke Truedsson (1913–1989), Bildhauer, Maler und Zeichner
- Ann-Louise Hanson (* 1944), Schlagersängerin
- Anders Linderoth (* 1950), Fußballspieler und -trainer
- Heléne Fritzon (* 1960), Politikerin (S)
- Jesper Larsson (* 1973), Handballtorwart
- Malin Andersson (* 1973), Fußballspielerin und -trainerin
- Karolina Westberg (* 1978), Fußballspielerin
- David Håkansson (* 1978), Sprachwissenschaftler
- Kristina Ohlsson (* 1979), Autorin
- Lisa Nordén (* 1984), Triathletin, Weltmeisterin, Silbermedaillen-Gewinnerin bei Olympia
- Andreas Thuresson (* 1987), Eishockeyspieler
- Kosovare Asllani (* 1989), Fußballspielerin
- Filip Bergevi (* 1994), Tennisspieler
- Leyton Rivera (* 2001), norwegischer Tennisspieler
- Sebastian Nanasi (* 2002), Fußballspieler